# Atletismo nos Jogos Olímpicos de Verão da Juventude de 2010 - 2000 m com obstáculos masculino
As provas dos 2000m com obstáculos masculino do atletismo nos Jogos Olímpicos de Verão da Juventude de 2010 foram realizadas nos dias 18 (qualificatória) e 23 de agosto (finais), no Estádio Bishan, em Cingapura. 15 atletas estavam inscritos neste evento.

## Medalhistas
| Ouro   | KEN Peter Mutuku      |
| Prata  | ETH Habtamu Fayisa    |
| Bronze | UGA Zakaria Kiprotich |

## Qualificatória
| Pos. | Nome              | País               | Tempo   | Notas           | Final |
| ---- | ----------------- | ------------------ | ------- | --------------- | ----- |
| 1    | Habtamu Fayisa    | ETH Etiópia        | 5:38.62 |                 | A     |
| 2    | Peter Mutuku      | KEN Quênia         | 5:38.72 |                 | A     |
| 3    | Zakaria Kiprotich | UGA Uganda         | 5:44.51 |                 | A     |
| 4    | Waleed Elayah     | YEM Iêmen          | 5:51.58 |                 | A     |
| 5    | Bilal Tabti       | ALG Argélia        | 5:56.21 |                 | A     |
| 6    | Yousif Daifalla   | SUD Sudão          | 5:56.46 |                 | A     |
| 7    | Salem Attiatalla  | EGY Egito          | 6:03.41 |                 | A     |
| 8    | Daniel Wong       | USA Estados Unidos | 6:05.92 |                 | A     |
| 9    | David Morcillo    | ESP Espanha        | 6:10.90 |                 | B     |
| 10   | Laurentiu Rosu    | ROM Romênia        | 6:12.77 |                 | B     |
| 11   | Grant Gwynne      | AUS Austrália      | 6:16.83 |                 | B     |
| 12   | Ioran Etchechury  | BRA Brasil         | 6:39.87 |                 | B     |
| 13   | Bacem Salhi       | TUN Tunísia        | 6:43.17 |                 | B     |
|      | Ahmed Burhan      | KSA Arábia Saudita |         | Desclassificado | B     |
|      | Zak Seddon        | GBR Grã-Bretanha   |         | Desclassificado | B     |

## Finais

### Final B
| Pos. | Nome             | País               | Tempo   | Notas      |
| ---- | ---------------- | ------------------ | ------- | ---------- |
| 1    | Ahmed Burhan     | KSA Arábia Saudita | 5:48.81 |            |
| 2    | Zak Seddon       | GBR Grã-Bretanha   | 5:52.13 |            |
| 3    | David Morcillo   | ESP Espanha        | 5:57.52 |            |
| 4    | Grant Gwynne     | AUS Austrália      | 6:18.41 |            |
| 5    | Laurentiu Rosu   | ROU Romênia        | 6:25.15 |            |
| 6    | Bacem Salhi      | TUN Tunísia        | 6:39.07 |            |
|      | Ioran Etchechury | BRA Brasil         |         | Não largou |

### Final A
| Pos.              | Nome              | País               | Tempo   | Notas |
| ----------------- | ----------------- | ------------------ | ------- | ----- |
| Medalha de ouro   | Peter Mutuku      | KEN Quênia         | 5:37.63 |       |
| Medalha de prata  | Habtamu Fayisa    | ETH Etiópia        | 5:39.10 |       |
| Medalha de bronze | Zakaria Kiprotich | UGA Uganda         | 5:41.25 |       |
| 4                 | Bilal Tabti       | ALG Argélia        | 5:44.34 |       |
| 5                 | Yousif Daifalla   | SUD Sudão          | 5:45.84 |       |
| 6                 | Waleed Elayah     | YEM Iêmen          | 5:45.87 |       |
| 7                 | Salem Attiatalla  | EGY Egito          | 5:49.03 |       |
| 8                 | Daniel Wong       | USA Estados Unidos | 5:57.29 |       |